# Tongi (Nzega)
Tongi ist ein Verwaltungsbezirk (englisch Ward) des Distrikts Nzega (DC) in der tansanischen Region Tabora.

## Geografie
Tongi ist ein ländlicher Bezirk im westlichen Teil des zentralen Hochlands von Tansania, etwa 50 Kilometer Luftlinie südöstlich der Distrikthauptstadt Nzega und 70 Kilometer nordöstlich der Regionshauptstadt Tabora. Bei der Volkszählung 2022 lebten 20.812 Menschen in 3398 Haushalten auf einer Fläche von 355 Quadratkilometern.

Der Bezirk grenzt von Nordosten bis Südosten an den Distrikt Igunga und sonst an drei Bezirke des Distrikts Nzega (DC):
|       | Mizibaziba                                  | Mwisi          |
| Ndala | Kompassrose, die auf Nachbargemeinden zeigt | Chabutwa Simbo |
|       | Budushi                                     | Uswaya         |

## Gliederung
Der Bezirk besteht aus fünf Gemeinden (swahili Mtaa) mit 28 Orten (Kitongoji):
| Ndekeli - Ndekeli - Chamatale - Tongi A - Tongi B - Mageka - Ikingilima - Ipeja - Kaselya | Chabutwa - Izwinu - Mitundu - Uzawewe - Kawigolo | Tumbi - Tumbi Kati - Tumbi Mashariki - Tumbi Magharibi - Mwandulu Magharibi - Mwandulu Mashariki - Igombanilo - Kenya | Mangashini - Mwalugusha - Mwajihumbi - Mwamesu - Mangashini Kati - Uswahilini | Nkingamalucha - Ukondamoyo - Nkinga Mashariki - Nzima - Nkinga Kati |

## Infrastruktur
- Bildung: Die Tongi Secondary School ist eine staatliche weiterführende Tagesschule mit einer Ausbildung bis zur 4. Stufe.[8]
- Gesundheit: In den Gemeinden Ndekeli und Tumbi gibt es je eine staatliche Apotheke.[9][10]